# کیوی سیاه
کیوی سیاه (به انگلیسی: Kiwi Black) با نام اصلی مارکوس اسکار، یک شخصیت خیالی ابرقهرمان در کتاب‌های کامیک منتشر شده توسط مارول کامیکس است. شخصیت کیوی بلک توسط نویسنده چاک آستن و طراح فیلیپ تان خلق شده است که برای اولین بار در شمارهٔ ۴۲۹ از مجموعه کمیک مردان-ایکس غیرطبیعی (۱۹۸۲) حضور پیدا کرد. او از تبار مائوری و همچنین پسر شخصیت شرور بزرگ عزازیل، و برادر ناتنی نایت‌کرالر به شمار می‌رود.
جدا از کتاب‌های کامیک، شرکت مارول از کیوی سیاه در دیگر کالاهای خود از جمله پوشاک، اسباب‌بازی، ورق بازی، انیمیشن‌های تلویزیونی و بازی‌های رایانه‌ای استفاده کرده است.